# Diospyros inflata
Diospyros inflata là một loài thực vật có hoa trong họ Thị. Loài này được Merr. & Chun mô tả khoa học đầu tiên năm 1940.